# Santa Filomena do Maranhão
Santa Filomena do Maranhão è un comune del Brasile nello Stato del Maranhão, parte della mesoregione del Centro Maranhense e della microregione di Alto Mearim e Grajaú.